# Novéant-sur-Moselle
Novéant-sur-Moselle est une commune française située dans le département de la Moselle en région Grand Est.

## Géographie

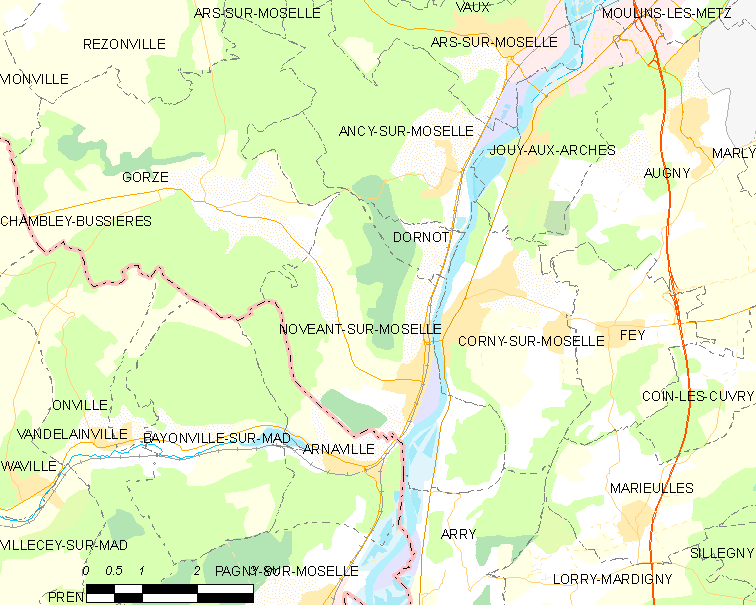
Carte de la commune.

### Localisation
La commune fait partie du parc naturel régional de Lorraine.

### Communes limitrophes
| Gorze                          |                     | Ancy-Dornot       |
|                                | Novéant-sur-Moselle | Corny-sur-Moselle |
| Arnaville (Meurthe-et-Moselle) | Arry                |                   |

### Hydrographie
La commune est située dans le bassin versant du Rhin au sein du bassin Rhin-Meuse. Elle est drainée par la Moselle, la Moselle canalisée, le rupt de Mad, le ruisseau de Gorze et le ruisseau de Parfond Val.
La Moselle, d’une longueur totale de 560 kilomètres, dont 315 kilomètres en France, prend sa source dans le massif des Vosges au col de Bussang et se jette dans le Rhin à Coblence en Allemagne.
La Moselle canalisée, d'une longueur totale de 135,2 km, prend sa source dans la commune de Pont-Saint-Vincent et se jette  dans la Moselle à Kœnigsmacker, après avoir traversé 61 communes.
Le rupt de Mad, d'une longueur totale de 54,6 km, prend sa source dans la commune de Geville et se jette  dans la Moselle en limite de Novéant-sur-Moselle et d'Arnaville, après avoir traversé 21 communes.
Le ruisseau de Gorze, d'une longueur totale de 18,4 km, prend sa source dans la commune de Rezonville-Vionville et se jette  dans la Moselle sur la commune, après avoir traversé cinq communes.

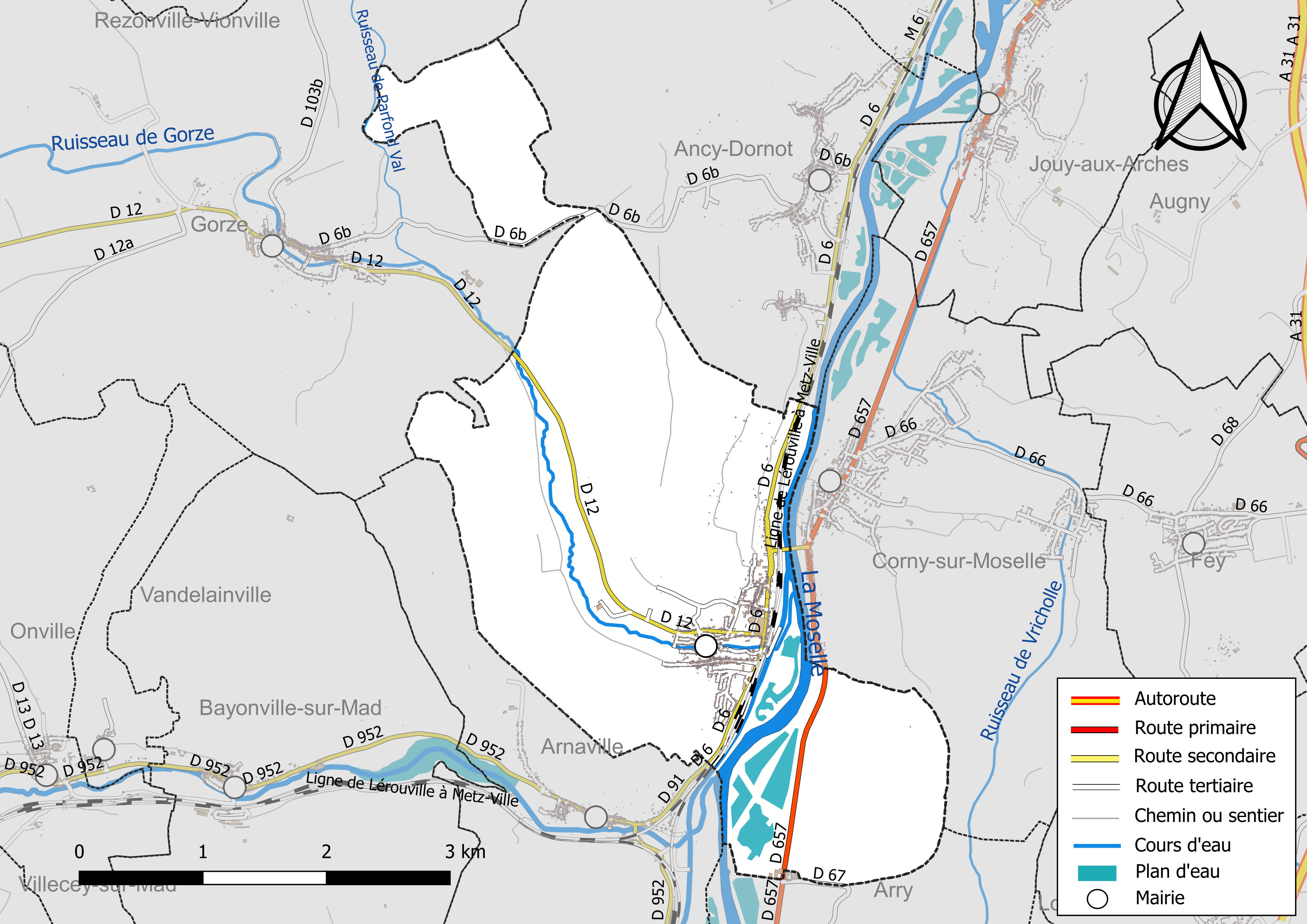
Réseaux hydrographique et routier de Novéant-sur-Moselle.

La qualité des eaux des principaux cours d’eau de la commune, notamment de la Moselle, de la Moselle canalisée, du ruisseau le Rupt de Mad et du ruisseau de Gorze, peut être consultée sur un site dédié géré par les agences de l’eau et l’Agence française pour la biodiversité. Ainsi en 2020, dernière année d'évaluation disponible en 2022, l'état écologique du ruisseau de Gorze était jugé bon (vert).

### Climat
Pour des articles plus généraux, voir Climat du Grand Est et Climat de la Moselle.
En 2010, le climat de la commune est de type climat des marges montargnardes, selon une étude du Centre national de la recherche scientifique s'appuyant sur une série de données couvrant la période 1971-2000. En 2020, Météo-France publie une typologie des climats de la France métropolitaine dans laquelle la commune est exposée à un climat semi-continental et est dans la région climatique  Lorraine, plateau de Langres, Morvan, caractérisée par un hiver rude (1,5 °C), des vents modérés et des brouillards fréquents en automne et hiver. 
Pour la période 1971-2000, la température annuelle moyenne est de 9,6 °C, avec une amplitude thermique annuelle de 16,3 °C. Le cumul annuel moyen de précipitations est de 747 mm, avec 11,8 jours de précipitations en janvier et 9,2 jours en juillet. Pour la période 1991-2020, la température moyenne annuelle observée sur la station météorologique de Météo-France la plus proche, « Metz-Frescaty », sur la commune d'Augny à 7 km à vol d'oiseau, est de 11,1 °C et le cumul annuel moyen de précipitations est de 713,5 mm. 
La température maximale relevée sur cette station est de 39,7 °C, atteinte le 25 juillet 2019 ; la température minimale est de −23,2 °C, atteinte le 17 février 1956,,. 
Les paramètres climatiques de la commune ont été estimés pour le milieu du siècle (2041-2070) selon différents scénarios d'émission de gaz à effet de serre à partir des nouvelles projections climatiques de référence DRIAS-2020. Ils sont consultables sur un site dédié publié par Météo-France en novembre 2022.

### Voies de communication et transports
La ville est pourvue d’une gare SNCF, la ligne TER Lorraine qui dessert Novéant-sur-Moselle vient de Nancy en direction de Metz ou du Luxembourg. La gare se trouve à 5 minutes du centre-ville.
Une ligne de bus (anciennement les rapides de Lorraine) également présente non loin de la gare venant de Metz en direction de Vionville.

## Urbanisme

### Typologie
Au 1er janvier 2024, Novéant-sur-Moselle est catégorisée ceinture urbaine, selon la nouvelle grille communale de densité à sept niveaux définie par l'Insee en 2022.
Elle appartient à l'unité urbaine de Novéant-sur-Moselle, une agglomération intra-départementale regroupant deux  communes, dont elle est une commune de la banlieue,,. Par ailleurs la commune fait partie de l'aire d'attraction de Metz, dont elle est une commune de la couronne,. Cette aire, qui regroupe 245 communes, est catégorisée dans les aires de 200 000 à moins de 700 000 habitants,.

### Occupation des sols
L'occupation des sols de la commune, telle qu'elle ressort de la base de données européenne d’occupation biophysique des sols Corine Land Cover (CLC), est marquée par l'importance des forêts et milieux semi-naturels (52,4 % en 2018), une proportion identique à celle de 1990 (52,4 %). La répartition détaillée en 2018 est la suivante : 
forêts (52,4 %), terres arables (16,1 %), prairies (8,6 %), zones agricoles hétérogènes (7 %), eaux continentales (6,7 %), zones urbanisées (5,3 %), cultures permanentes (2,1 %), zones humides intérieures (2 %). L'évolution de l’occupation des sols de la commune et de ses infrastructures peut être observée sur les différentes représentations cartographiques du territoire : la carte de Cassini (XVIIIe siècle), la carte d'état-major (1820-1866) et les cartes ou photos aériennes de l'IGN pour la période actuelle (1950 à aujourd'hui).

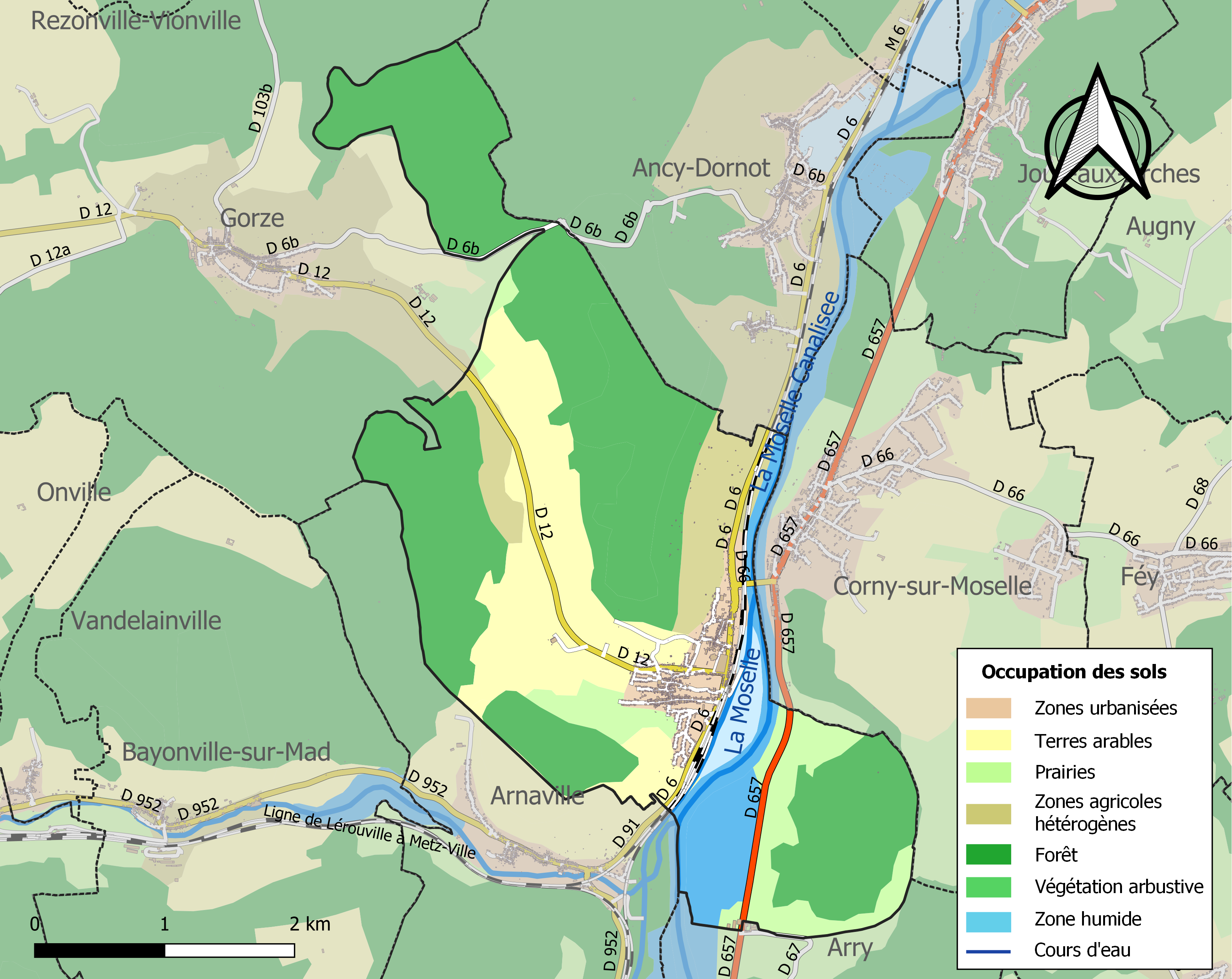
Carte des infrastructures et de l'occupation des sols de la commune en 2018 (CLC).

### Logement
En 2009, le nombre total de logements dans la commune était de 768, alors qu'il était de 678 en 1999.
Parmi ces logements, 94,4 % étaient des résidences principales, 0,6 % des résidences secondaires et 5,1 % des logements vacants. Ces logements étaient pour 70,1 % d'entre eux des maisons individuelles et pour 29,6 % des appartements.
La proportion des résidences principales, propriétés de leurs occupants était de 65,7 %, quasiment identique à 1999 (67,2 %).

## Toponymie

### Attestations
Source[réf. nécessaire] :
- Époque gallo-romaine : Ad Novam viam.
- 858 : Noviandum.
- 864 : Novianti villa.
- 1268 : Novian.
- 1288 : Nouviant.
- 1301 : Noviannum.
- 1371 : Nouvéan sur Moselle.
- 1593 : Nouveant.
- 1779 : Novéant.
- 1915-1918 : Neuburg in Lothringen.
- 1918-1941 : Novéant.
- 1941-1944 : Neuburg an der Mosel.
- 1944-1955 : Novéant.
- 4 novembre 1955 : Novéant-sur-Moselle.

## Histoire

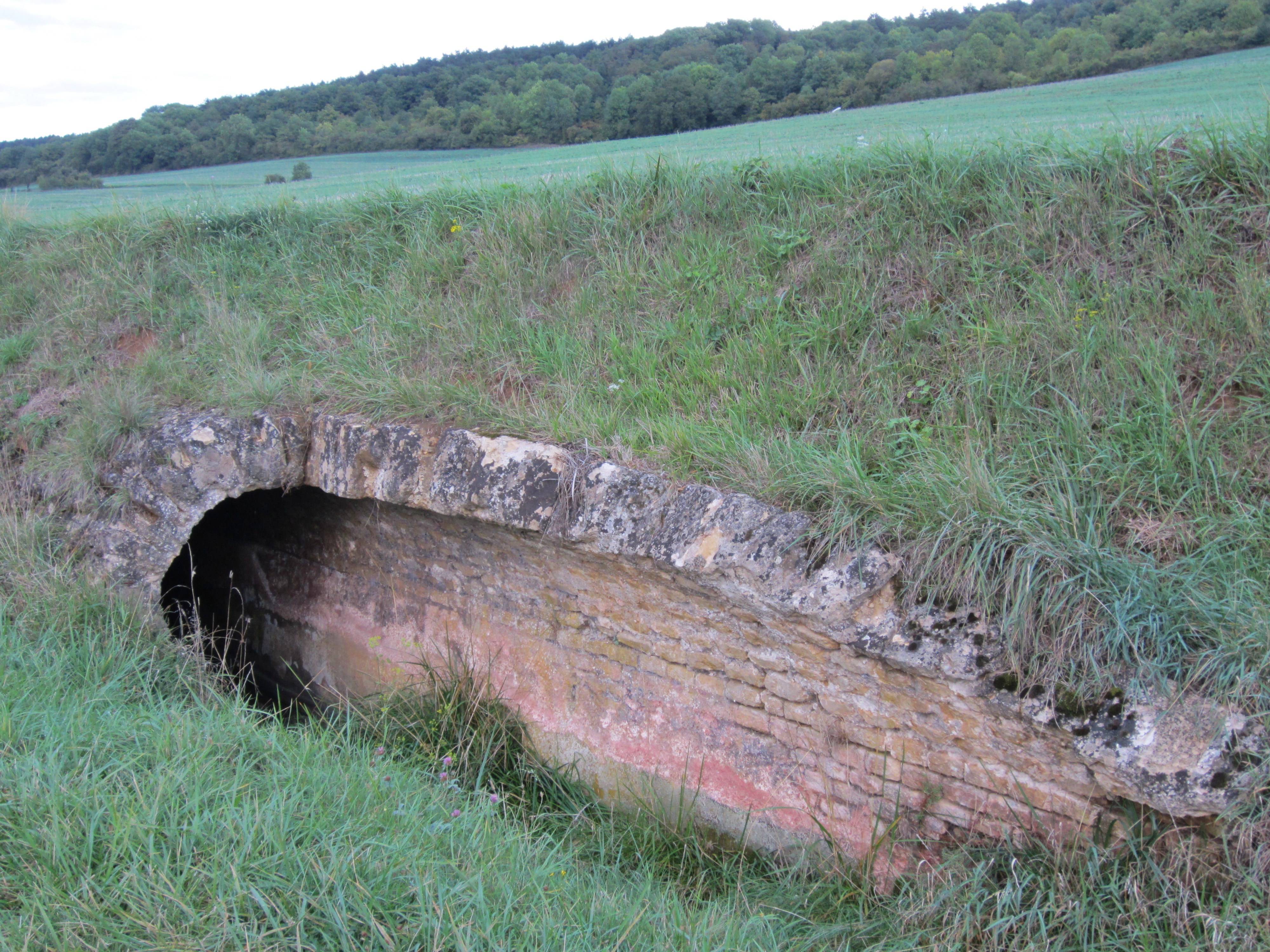
Vestiges de l'aqueduc.

### Préhistoire
- Présence néolithique (culture de Michelsberg) dans les rochers de la Frasse[20],[21].

### Antiquité: les Gallo-romains
- Novéant-sur-Moselle est connue depuis l'époque gallo-romaine, où elle était désignée « Ad Novam viam ».

### Du Moyen Âge à la Révolution
Au Moyen Âge, le village était divisé en deux hameaux, Laître et le Cloître, sur le ruisseau de Gorze. Fief de l'abbaye de Gorze, le village possédait un château fort à quatre tours. Il fut pillé et dévasté en 1432 et 1434. Le village est rattaché à la couronne de France en 1661.

### De la Révolution à nos jours

#### Empire allemand
Comme les autres communes de l'actuel département de la Moselle, Novéant est annexée à l’Empire allemand de 1871 à 1918 et dépend de l'arrondissement de Metz-Campagne. Le 20 avril 1887, Novéant est le cadre de l'affaire Schnæbelé, une affaire d'espionnage impliquant le général Boulanger, dont l'esprit belliqueux et revanchard créa un incident diplomatique entre la France et l'Allemagne.
Lorsque la Première Guerre mondiale éclate, les conscrits de la commune, rebaptisée Neuburg in Lothringen en 1915, se battent naturellement pour l’Empire allemand. 
En 1915, une ambulance allemande était installée au château et a soigné beaucoup de prisonniers français blessés et rapatriés du Bois le Prêtre. 
Beaucoup de jeunes gens tomberont au champ d'honneur sous l’uniforme allemand. Sujets loyaux de l'Empereur, les Novéantais accueillent cependant avec joie la fin des hostilités et la paix retrouvée. Novéant redevient française en 1919.

#### Seconde Guerre mondiale
Novéant est le théâtre de durs combats au cours de la bataille de Metz en septembre 1944, opposant le XXe corps de la IIIe armée américaine à la 462e division allemande.

## Politique et administration

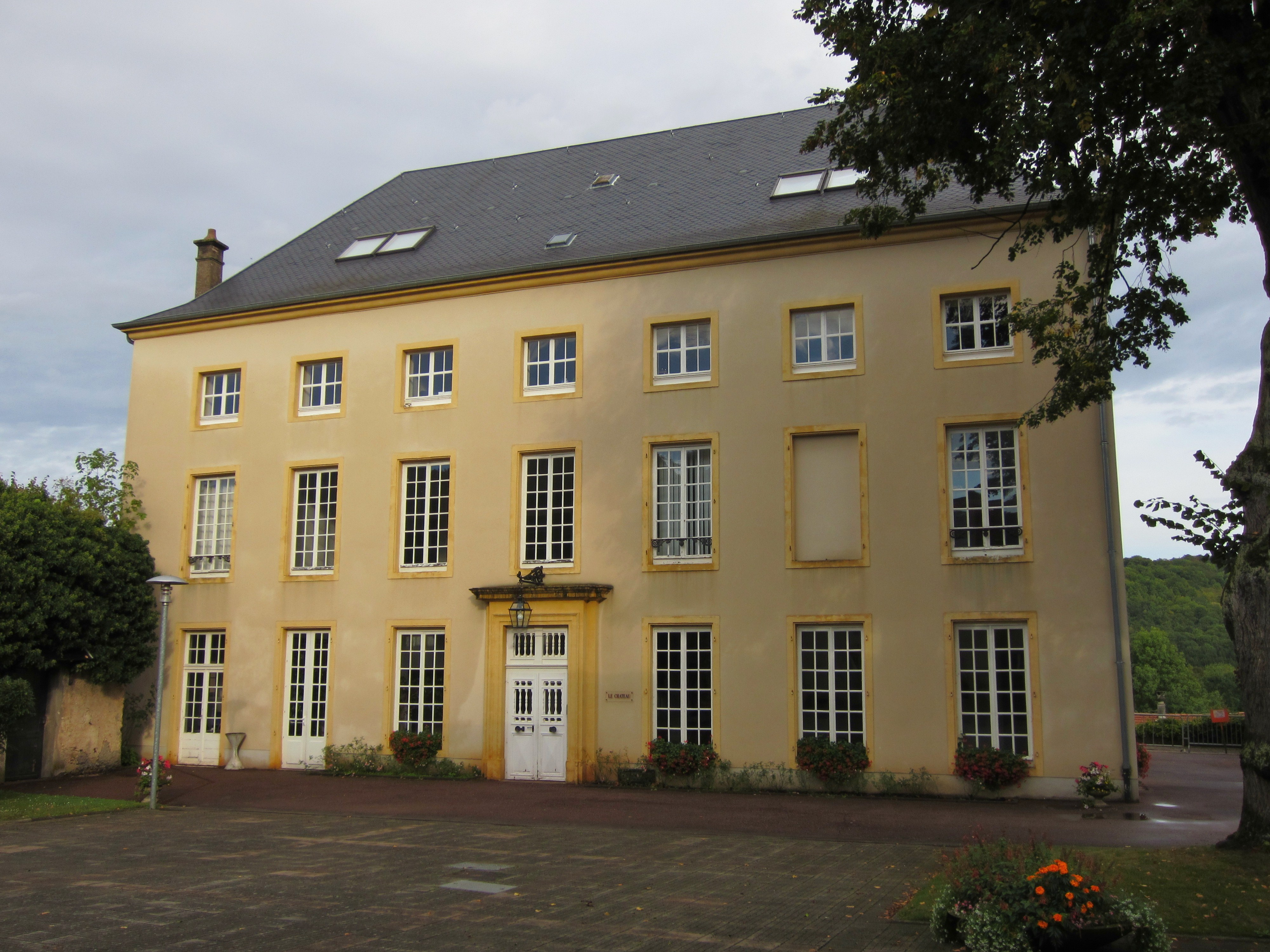
Château Bompard.

### Liste des maires
| Période                                  | Période        | Identité            | Étiquette | Qualité            |
| ---------------------------------------- | -------------- | ------------------- | --------- | ------------------ |
|                                          | 1939           | Julien Aubry        |           |                    |
| 1952                                     | 1971           | Paul Aubry          |           |                    |
| mars 1971                                | 1977           | Marcel Kieffer      |           |                    |
| mars 1977                                | 1989           | Hubert Ringenberg   | (UDF)     | Conseiller général |
| mars 1989                                | 2001           | Paul Bertoli        |           |                    |
| mars 2001                                | mai 2020       | Patrick Messein     |           |                    |
| mai 2020                                 | décembre 2024, | Philippe Renauld    |           |                    |
| janvier 2025                             | -              | Stéphanie Jacquemot |           |                    |
| Les données manquantes sont à compléter. |                |                     |           |                    |

### Jumelage
- Luleå, ville du nord de la Suède, abritant notamment, depuis fin 2011, un centre de stockage de données de Facebook.

## Population et société

### Démographie
L'évolution du nombre d'habitants est connue à travers les recensements de la population effectués dans la commune depuis 1793. Pour les communes de moins de 10 000 habitants, une enquête de recensement portant sur toute la population est réalisée tous les cinq ans, les populations de référence des années intermédiaires étant quant à elles estimées par interpolation ou extrapolation. Pour la commune, le premier recensement exhaustif entrant dans le cadre du nouveau dispositif a été réalisé en 2005.

En 2022, la commune comptait 1 861 habitants, en évolution de +2,08 % par rapport à 2016 (Moselle : +0,52 %, France hors Mayotte : +2,11 %).
| 1793 | 1800 | 1806 | 1821 | 1836  | 1841  | 1861  | 1866  | 1871  |
| ---- | ---- | ---- | ---- | ----- | ----- | ----- | ----- | ----- |
| 918  | 887  | 919  | 934  | 1 071 | 1 068 | 1 217 | 1 381 | 1 222 |

| 1875  | 1880  | 1885  | 1890  | 1895  | 1900  | 1905  | 1910  | 1921  |
| ----- | ----- | ----- | ----- | ----- | ----- | ----- | ----- | ----- |
| 1 344 | 1 415 | 1 439 | 1 427 | 1 455 | 1 432 | 1 452 | 1 470 | 1 053 |

| 1926  | 1931  | 1936  | 1946  | 1954  | 1962  | 1968  | 1975  | 1982  |
| ----- | ----- | ----- | ----- | ----- | ----- | ----- | ----- | ----- |
| 1 250 | 1 340 | 1 264 | 1 161 | 1 340 | 1 416 | 1 580 | 1 809 | 1 752 |

| 1990  | 1999  | 2005  | 2006  | 2010  | 2015  | 2020  | 2022  | - |
| ----- | ----- | ----- | ----- | ----- | ----- | ----- | ----- | - |
| 1 781 | 1 823 | 1 946 | 1 945 | 1 961 | 1 849 | 1 836 | 1 861 | - |

### Enseignement
Il existe une école maternelle et primaire avec un service de garderie et, pour le primaire, une cantine pour les déjeuner.

### Manifestations culturelles et festivités
Une fête patronale est présente tous les ans à la fin des vacances d’été et ce durant 2 jours.

#### Santé
Un centre médical a ouvert en 2017 en remplacement du CAT, il y a 3 médecins généralistes et un cabinet de kinésithérapeutes au sein de ce centre médical. Une clinique de repos nommée Sainte Marguerite est présente pour les patients ayant besoin de soins psychiatriques. Un cabinet d’infirmières est présent sur la commune. 

### Sports
Un centre équestre, un club de foot, un club de tennis, un club de pétanque ainsi qu’un club de judo sont accessibles à tous à Novéant sur Moselle.

## Économie

### Secteur primaire

#### Gastronomie
Vignoble en appellation d'origine Moselle.

### Secteur secondaire

#### Sidérurgie
Deux forges avec hauts fourneaux ont existé à Novéant-sur-Moselle, mais elles eurent une activité de courte durée due aux difficultés d'approvisionnement en minerai. Entre 1856 et 1872, un haut fourneau est exploité par MM. Karcher et Westermann. Une seconde usine exploite deux hauts fourneaux entre 1856 et 1861.

## Culture locale et patrimoine

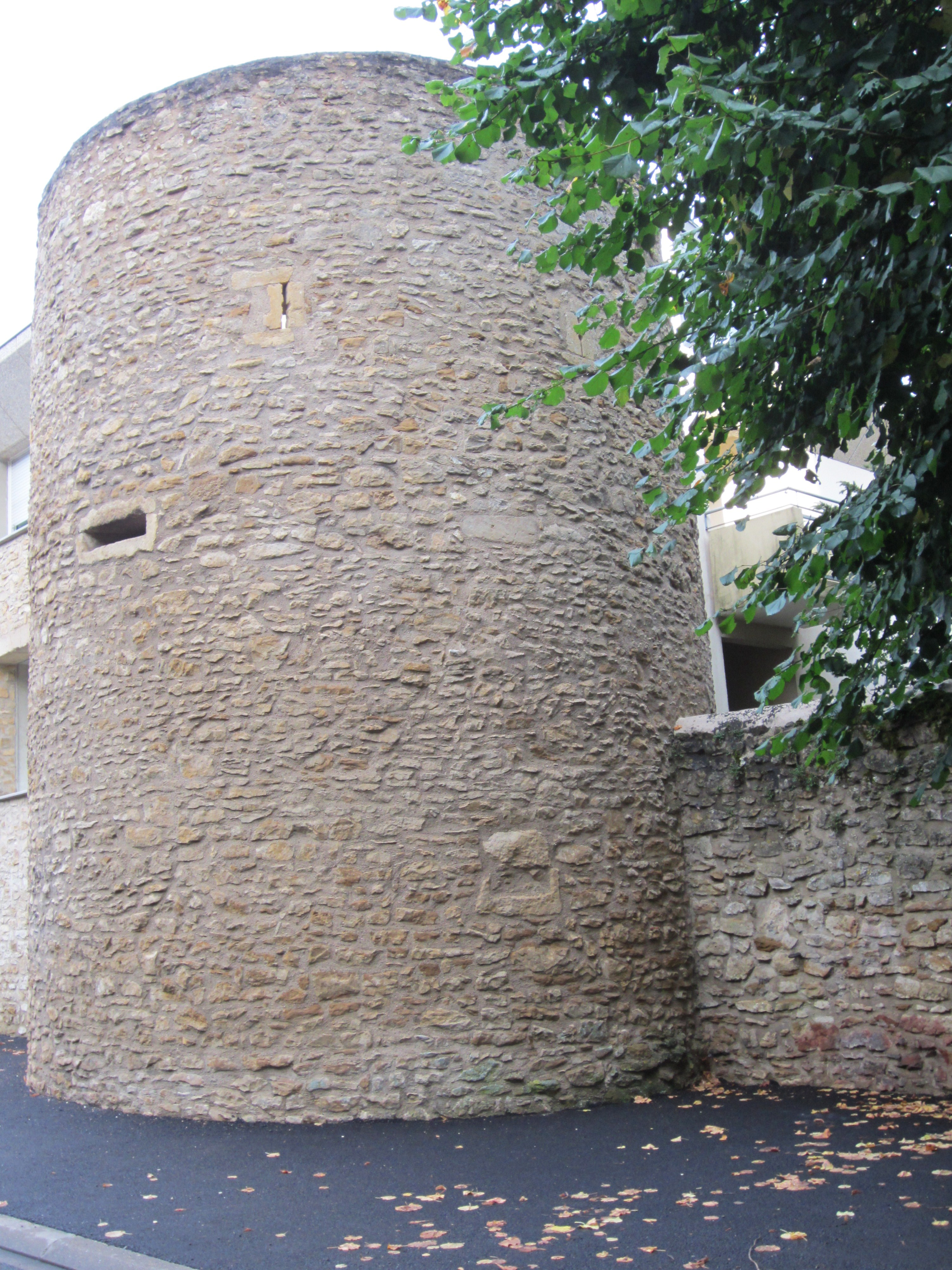
Fortifications du château Bompard.

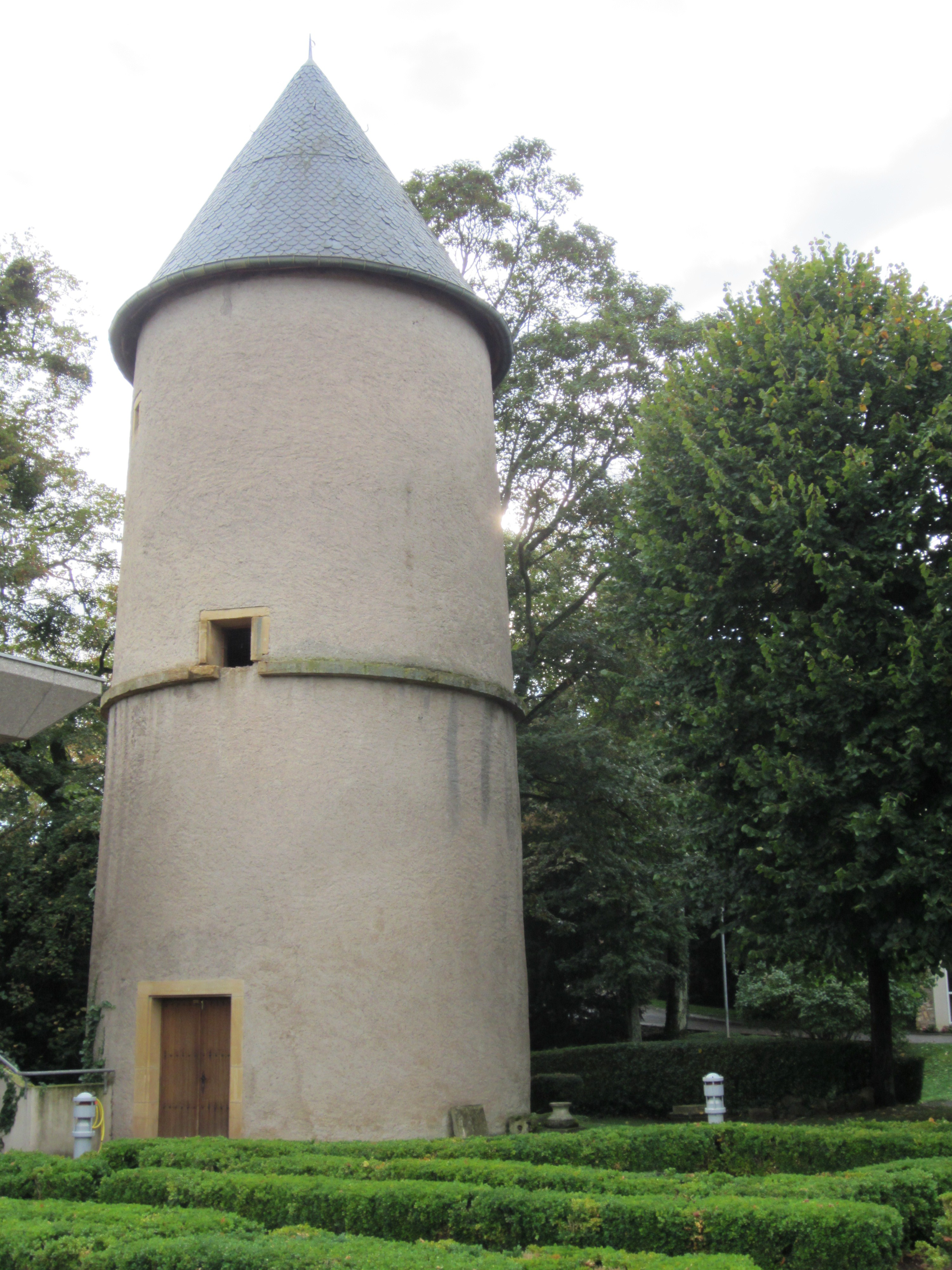
Pigeonnier du château Bompard.

### Lieux et monuments
- Grotte sépulcrale protohistorique des rochers de la fraze.
- Vestiges romains de l'aqueduc de Gorze à Metz.
- Le Rudemont fut une des plus importantes stations néolithiques de la Lorraine.
- Passage d'une voie romaine.
- Vestiges : fragments de céramique, monnaies, fusaïoles en terre cuite.
- Château Bompard XIVe siècle, remanié aux XVIe et XIXe siècles : tours tronquées médiévales, colombier à toit conique.
- Fortifications du château Bompard (XIVe siècle).
- Château du Berceau, nommé aussi château Pidancet (nom de son ancien propriétaire).
- La censerie : au XVIe siècle, elle servait de lieu d'entrepôt aux dîmes. À son emplacement se trouve aujourd'hui un immeuble.

#### Édifices religieux
- Église Saint-Genest 1850 : Christ de pitié XVIe, fonts baptismaux 1698 ; orgue* XIXe siècle.
- Ancienne église Saint-Martin (détruite). À son emplacement se trouve aujourd'hui la mairie.
- Temple protestant réformé, il a été construit en 1899 pour une petite garnison d'Allemands présente à Novéant, et détruit après 1914 par un obus. Depuis, il n'en reste que le portail en fer.
- Calvaire-colonne 1824.

### Héraldique, logotype et devise
| Blason de Novéant-sur-Moselle | Blason  | D'azur à la fasce ondée d'argent, accompagnée en chef d'un Saint Gorgon à cheval d'or, et en pointe d'un chevron du même, cantonné en chef de deux croissants d'argent, et en pointe d'une étoile d'or. |
| Blason de Novéant-sur-Moselle | Détails | Le statut officiel du blason reste à déterminer. |